# Свяття
Свя́ття — село в Україні, в Рівненському районі Рівненської області. Населення становить 107 осіб.